# Вулф, Дженна
Дже́нна Вулф (англ. Jenna Wolfe; род. 26 февраля 1974, Кингстон, Ямайка) — американская журналистка, телеведущая.

## Биография
Дженна Вулф родилась 26 февраля 1974 года в Кингстоне (Ямайка) в семье евреев Беннетта Вулфеда и Шейлы Гринфел, которые имели собственный бизнес. Росла на Гаити, а в 1989 году переехала в США.

## Карьера
В 2004—2007 года Дженна вела спортивные новости «Eyewitness News in New York City». С 2007 года является корреспондентом для «Today».

## Личная жизнь
Дженна — открытая лесбиянка. С 2010 года Вулф состоит в фактическом браке с журналисткой Стефани Госк, с которой она помолвлена с 2013 года. У пары есть двое дочерей, рождённых Дженной — Харпер Эстель Уолфелд-Госк (род.21.08.2013) и Куинн Лили Уолфелд-Госк (род.04.02.2015).